# Plectoderoides formosana
Plectoderoides formosana är en insektsart som beskrevs av Matsumura 1914. Plectoderoides formosana ingår i släktet Plectoderoides och familjen vedstritar. Inga underarter finns listade i Catalogue of Life.